# TV Sorocaba
TV Sorocaba é uma emissora de televisão brasileira sediada em Sorocaba, cidade do estado de São Paulo. Opera no canal 35 UHF digital, e é afiliada ao SBT. A emissora pertence ao Sistema Vanguarda de Comunicação, do qual também fazem parte as rádios Class FM 80.1 e Vanguarda FM 94.9, fundadas pelo empresário Salomão Pavlovsky.

## História
Foi fundada em 5 de outubro de 1990 pelo empresário e jornalista Salomão Pavlovsky em parceria com o Grupo Silvio Santos. Em 1994, a TV Sorocaba inaugura sua sede própria no Alto da Boa Vista, num dos pontos mais altos da cidade, onde mais tarde, outros veículos de comunicação, como a TV TEM Sorocaba e o jornal Cruzeiro do Sul fariam suas sedes.
Em meados de 2011, entra no ar o programa Quiz D+, aos domingos da emissora, único programa artístico e umas das maiores audiências regionais do SBT. Em 25 de fevereiro de 2013, a emissora estreou dois novos telejornais, o Noticidade Manhã na faixa das 7h e o Manchetes Noticidade na faixa das 13h.
Em 15 de agosto de 2023, data em que a cidade de Sorocaba completou 369 anos, a TV Sorocaba inaugurou sua nova sede, localizada no bairro Alto da Boa Vista. Neste evento, a emissora apresentou alterações em sua programação, incluindo a estreia da versão regional do programa Primeiro Impacto e a implementação de um novo cenário para seus telejornais, que agora conta com uma vista panorâmica da cidade.

## Sinal digital
| Canal virtual | Canal digital | Resolução de tela | Programação                                |
| ------------- | ------------- | ----------------- | ------------------------------------------ |
| 35.1          | 35 UHF        | 1080i             | Programação principal da TV Sorocaba / SBT |

A emissora iniciou suas transmissões digitais em 30 de novembro de 2009, pelo canal 35 UHF, sendo a primeira afiliada do SBT no interior paulista com sinal digital. Em 25 de fevereiro de 2013, os telejornais e programas da emissora passaram a ser produzidos em alta definição.
Transição para o sinal digital
Com base no decreto federal de transição das emissoras de TV brasileiras do sinal analógico para o digital, a TV Sorocaba, bem como as outras emissoras de Sorocaba, cessou suas transmissões pelo canal 36 UHF em 17 de janeiro de 2018, seguindo o cronograma oficial da ANATEL.